# Posto Fiscal da Praia da Vitória

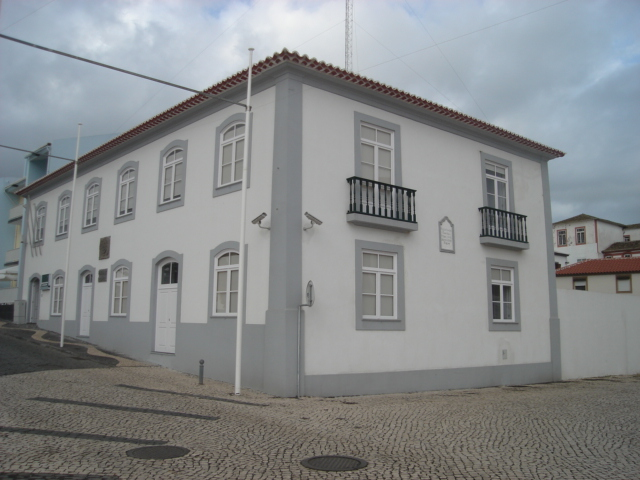
Quartel do Posto da Praia da Vitória

O Posto Fiscal da Praia da Vitória foi uma das subunidades do Destacamento Fiscal de Angra do Heroísmo da Brigada Fiscal da Guarda Nacional Republicana. Teve sede na Rua da Alfândega, na cidade da Praia da Vitória, Ilha Terceira, Açores.

## História
As instalações do actual Posto Territorial da Praia da Vitória, fazem parte do património Imóvel dos Açores, encontrando-se várias referências históricas, àquela que dá pelo nome de “Casa da Alfândega” também conhecida por Casa de Silvestre Ribeiro. 

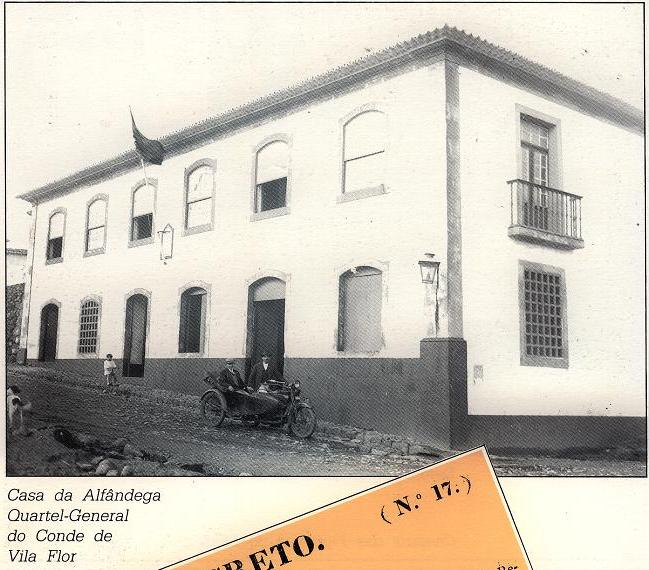
Quartel do Posto da Praia em meados do século xx.

### 1600
“Tinha a Praia Alfândega, com oficiais e movimento de entradas e saídas de mercadorias, como o pastel, frutas, vinho e trigo, que exportava largamente”. Entre 1482 e 1503 os rendimentos  da “Alfândega” da Praia estavam a cargo da Câmara respectiva. Relativamente à data da fundação constata-se haver pelo menos duas distintas versões em diversas publicações sobre esta edificação:
- “Alfândega – Foi fundada em 1613 e fica situada na rua do mesmo nome, próximo da Avenida Beira-Mar. Em 24 de Maio de 1614 foi destruída pelo violento terramoto que assolou esta Vila, sendo reedificada em 1632 por António Ferreira Bettencourt. Foi demolida novamente pelo terramoto de 15 de Junho de 1841, sendo mandada reconstruir em 1844, pelo conselheiro Silvestre Ribeiro”[4].

- “Criada a Alfândega da Praia em 1634, pelo Provedor da Fazenda António Ferreira Bettencourt. Instalada na casa que, em 25 de Maio de 1632, se tinha comprado a Ambrósio de Freitas da Câmara, e sua mulher, Helena de Figueiró de Sousa. Em 11 de Janeiro de 1634 se passou provisão ao primeiro almoxarife, Francisco Ferreira Drummond, casado com D. Bárbara Gato na Ribeira Seca”[5].

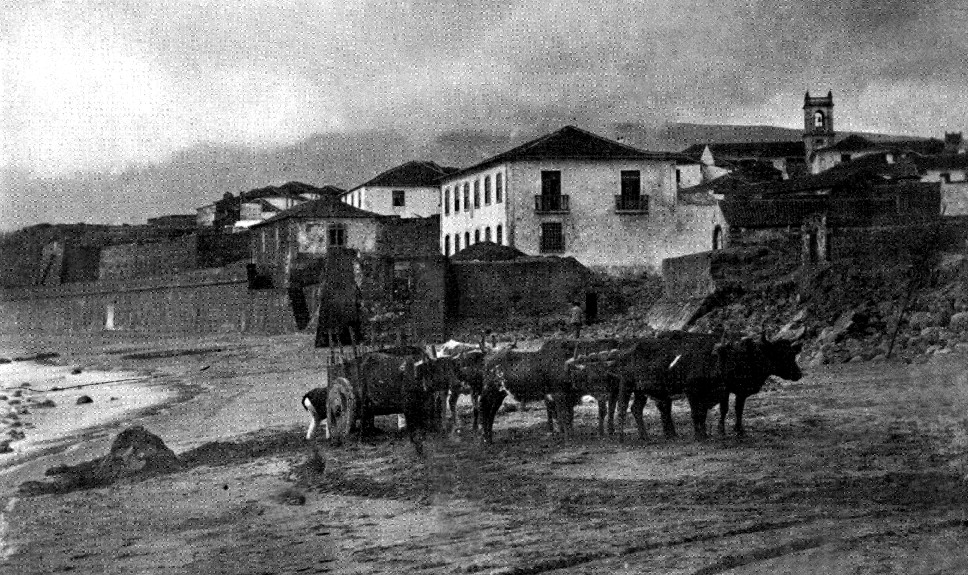
Camponeses na apanha de areia para fertilização dos campos, no início do século xx, com o Quartel do Posto da Praia ao centro.

### 1805
Apesar da falta de coerência relativo à origem do edifício da Casa da Alfândega aparece no mesmo local que o actual no levantamento topográfico de 1805, da “Planta da Baia da Vila Praia para inteligência” da Biblioteca Nacional de Lisboa, como sendo a Alfândega e a Casa da Residência do General. Na mesma planta pode observar-se a sul da Alfândega um dos vários fortes que protegiam a baia da Praia: o Forte de Nossa Senhora da Luz de Praia da Vitória.

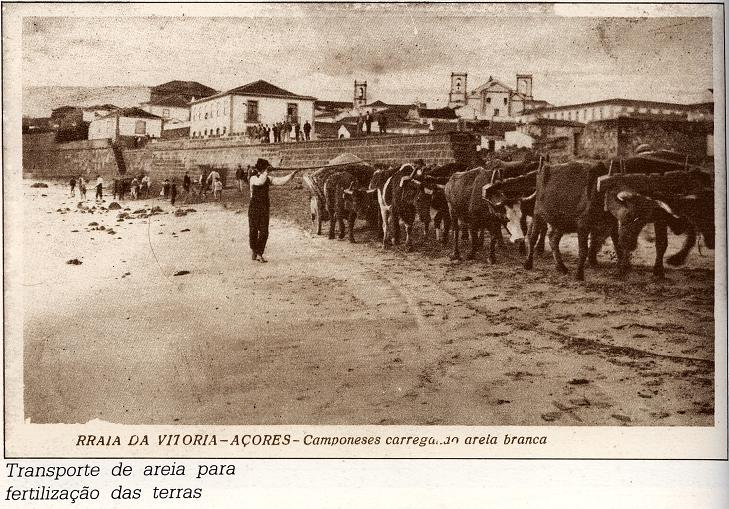
Camponeses na apanha de areia.

### 1829
O edifício da Alfândega, no período das guerras liberais, serviu de quartel-general ao Conde de Vila Flor, mais tarde Duque da Terceira. Em Junho de 1829, mais uma vez atravessado o bloqueio, desembarcou na Vila da Praia, assumiu o governo da ilha e dos Açores (Capitão General dos Açores).
Vila Flor começou logo o reconhecimento e a preparação da defesa da ilha contra um ataque que aconteceu a 11 de Agosto de 1829. Reconhecida a baia da Praia como ponto mais vulnerável nomeou o capitão de engenharia Joaquim José Groot da Silva Pombo, que providenciou o arranjo e remuniciamento dos velhos fortes seiscentistas que defendiam a larga enseada da Praia.

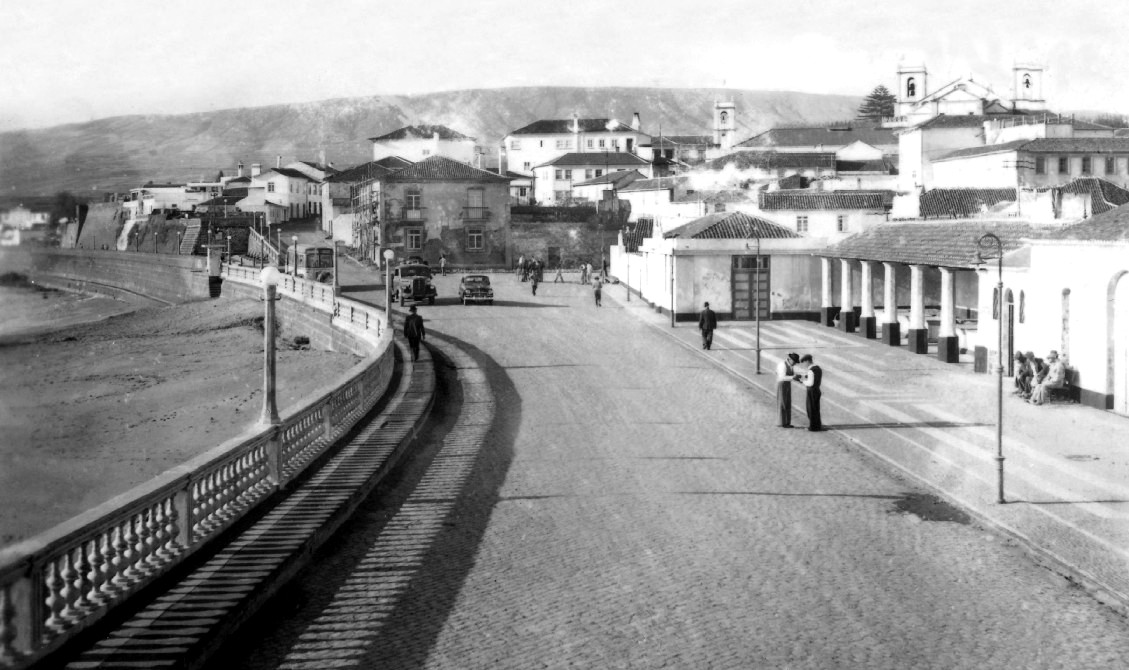
Quartel do Posto da Praia da Vitória.

O Decreto nº 17 de 3 de Abril de 1831, José Xavier Mouzinho da Silveira consolidou a existência da Alfândega da Praia da Vitória “subalterna à da cidade de Angra do Heroísmo” da qual recebia instruções e ordens.

### 1841
Na madrugada do dia 15 de Junho de 1841, pelas três horas e meia, um violentíssimo terramoto destruiu completamente a vila da Praia da Vitória. Foi reedificado em 1844, pelo Governador Civil, José Silvestre Ribeiro após o sismo de 15 de Junho de 1841 que arrasou a maioria dos edifícios da Vila da Praia.

### 1885
Na sequência da reestruturação do Ministério da Fazenda, com a criação da Guarda Fiscal em 21 de Setembro, foi criado o Posto Fiscal da Praia da Vitória, cuja designação e missão perdurou até aos dias de hoje.

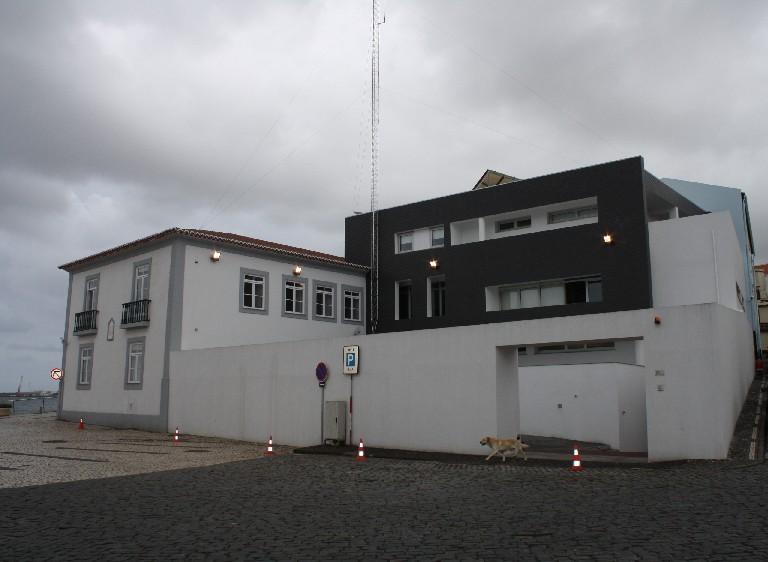
Quartel do Posto da Praia da Vitória em 2009.

### 2009
“Descrição – Edifício urbano de gaveto, de planta rectangular, com dois pisos, construído em alvenaria de pedra rebocada e caiada à excepção do soco, dos cunhais, da cornija e das molduras dos vãos que são em cantaria pintada. Os cunhais vão estreitando de baixo para cima. As janelas são de dois batentes e bandeira, com caixilharia e portadas em madeira. Na fachada principal os vãos têm vergas curvas enquanto na fachada lateral direita as vergas dos vãos são rectas, sendo os vãos do piso superior janelas de sacada com guardas em madeira. A cobertura é de quatro águas, em telha de meia-cana tradicional, rematada por duplo beirado. No eixo de simetria da fachada principal existem duas pedras em alto-relevo, uma com o brasão com as armas nacionais e outra com a inscrição “POS / Posto de Despacho”. Ao eixo da fachada lateral direita existe uma cartela com a inscrição “Reedificado / Em 1844 / Pelo G. Civil / José Silvestre Ribeiro”.

## Atualidade
O Posto Fiscal da Praia da Vitória actualmente designado de Posto Territorial é uma subunidade do Destacamento Territorial de Angra do Heroísmo (ex-Destacamento Fiscal de Angra do Heroísmo), do Comando Territorial dos Açores.

## Missão
Sem prejuízo de outras missões que lhes sejam especialmente cometidas, tem por missão: vigilância da costa e do mar territorial; prevenção e investigação de infracções tributárias e aduaneiras;  assegura o cumprimento das leis referentes à protecção e conservação do ambiente.